# Andrzej Piotrowski (trener)
Andrzej Piotrowski (ur. 18 maja 1933 w Pruszkowie, zm. 29 czerwca 2023 w Meksyku) – polski trener lekkoatletyki, twórca sukcesów polskich lekkoatletek podczas igrzysk olimpijskich w Tokio.

## Życiorys
W młodości trenował biegi płotkarskie i skoki, był zawodnikiem Znicza Pruszków oraz warszawskich klubów Ogniwo i Sparta. W 1954 ukończył studia w Akademii Wychowania Fizycznego w Warszawie. Bezpośrednio po studiach został zatrudniony w warszawskim klubie Syrena oraz jako instruktor rehabilitacji w wojskowej służbie zdrowia. Po likwidacji Syreny pracował w Sparcie Warszawa. Współpracował także jako kierownik szkolenia ze zrzeszeniem sportowym Ogniwo. Od 1954 współpracował z Komisją Młodzieżową Sekcji Lekkiej Atletyki przy Głównym Komitecie Kultury Fizycznej (Sekcja była strukturą zastępującą w latach 1951-1957 Polski Związek Lekkiej Atletyki), od 1956 został przez Jana Mulaka włączony w prace Komisji Szkoleniowej.
W 1958 Polski Związek Lekkiej Atletyki powierzył mu w ramach reprezentacji Polski tzw. wunderteamu) treningi z płotkarkami. W połowie 1958 grupę płotkarską połączono z grupą sprinterską, za którą odpowiadał Emil Dudziński. Andrzej Piotrowski został jego współpracownikiem. W tej roli uczestniczył w przygotowaniach do igrzysk olimpijskich w Rzymie (1960) i mistrzostw Europy w 1962 (chociaż na tę drugą imprezę nie został wysłany przez PZLA i przyjechał na własny koszt).  Dla rozwinięcia predyspozycji szybkościowych zawodniczek wprowadził trening płotkarski dla sprinterek i trening sprinterski dla płotkarek (prekursorem takiej metody był Jan Mulak).
Równocześnie od 1958 rozpoczął w Warszawie pracę z Marią Piątkowską (wówczas Ilwicką) i Celiną Jesionowską. W jego grupie zawodniczek znalazły się także w kolejnych latach Teresa Wieczorek (później Ciepły, Halina Krzyżańska, Elżbieta Bednarek, Elżbieta Twardowska, Bożena Woźniak, Teresa Gierczak, Urszula Świderska i Ewa Kłobukowska, a najwybitniejszą zawodniczką stała się Irena Kirszenstein (później Szewińska), która dołączyła do grupy A. Piotrowskiego w 1963. Emil Dudziński prowadził natomiast w Krakowie własną grupę zawodniczek.
Początkowo pracował społecznie, pracę etatową w PZLA rozpoczął dopiero jesienią 1962. Bezpośrednio przed igrzyskami olimpijskimi w Tokio w 1964 został w miejsce Emila Dudzińskiego głównym trenerem kobiecej reprezentacji. Jeszcze przed igrzyskami jego zawodniczki poprawiły rekord świata w sztafecie 4 × 100 metrów (13 września 1964 – 44,2, w składzie Maria Piątkowska, Irena Kirszenstein, Halina Górecka i Ewa Kłobukowska), a Ewa Kłobukowska rekord Europy w biegu na 100 metrów (11,3 – 6 września 1964). Poprowadził polskie zawodniczki do pięciu medali olimpijskich (złoto i rekord świata, z wynikiem 43,6, w sztafecie 4 × 100 metrów (w składzie: Teresa Ciepły, Irena Kirszenstein, Halina Górecka i Ewa Kłobukowska), srebrne medale na w skoku w dal i na 200 metrów (Irena Kirszenstein) oraz na 80 metrów przez płotki (Teresa Ciepły), a także brązowy medal na 100 metrów (Ewa Kłobukowska)). W czasie igrzysk zatrzymał po zwycięskim biegu sztafety pałeczkę i podarował ją w 2014 Polskiemu Komitetowi Olimpijskiemu (jako depozyt znajduje się ona w Muzeum Sportu i Turystyki w Warszawie).
W 1965 jego zawodniczki Ewa Kłobukowska i Irena Kirszenstein poprawiły w jednym biegu rekord świata na 100 metrów (11,1 – 9 lipca 1965), a Irena Kirszenstein także rekord świata na 200 metrów (22,7 – 8 sierpnia 1965) i rekord Europy w biegu na 100 jardów (10,5 – 25 lipca 1965). Podczas mistrzostw Europy w 1966 jego zawodniczki zdobyły siedem medali, w tym cztery złote (Irena Kirszenstein na 200 metrów i w skoku w dal, Ewa Kłobukowska na 100 metrów, sztafeta 4 × 100 metrów, w składzie Elżbieta Bednarek, Danuta Straszyńska, Irena Kirszenstein i Ewa Kłobukowska), dwa srebrne (Irena Kirszenstein na 100 metrów, Ewa Kłobukowska na 200 metrów) i jeden brązowy (Elżbieta Bednarek na 80 metrów przez płotki). Po zakończeniu sezonu 1966 Irena Kirszenstein i Ewa Kłobukowska zdecydowały się na zmianę trenera i przeszły pod opiekę Edwarda Bugały. Także ten trener poprowadził polskie sprinterki podczas Igrzysk Olimpijskich w Meksyku (1968). Do 1968 Andrzej Piotrowski pozostawał jednak kierownikiem szkolenia grupy konkurencji kobiecych w Polskim Związku Lekkiej Atletyki.
Po igrzyskach olimpijskich w Meksyku został kierownikiem wyszkolenia Polskiego Związku Lekkiej Atletyki, jednak pełnił tę funkcję jedynie do wiosny 1969. W latach 1969–1972 był ponownie kierownikiem szkolenia grupy konkurencji kobiecych w PZLA. W 1972 został w PZLA odpowiedzialnym za blok sprintu i trenerem kadry sprinterek. Funkcje te pełnił do 1976. W 1985 wyjechał do Meksyku, gdzie także pracował jako trener, jego zawodnikiem był m.in. Alejandro Cárdenas, następnie był zatrudniony w meksykańskim komitecie olimpijskim. Był także doradcą w tamtejszym ministerstwie sportu.